# Bat (jednostka miary)
Bat (także baht, baf, nazywany też efah) – hebrajska miara objętości płynów stosowana w starożytności; równa 72 logom, różnie przeliczana na inne jednostki objętości.
Bat równy był ok. 21 lub 40 litrom, a w czasach Nowego Testamentu – ok. 22 litrom. W pewnym okresie równał się jednemu metretes, bądź 10 omerom.